# Sognefjord

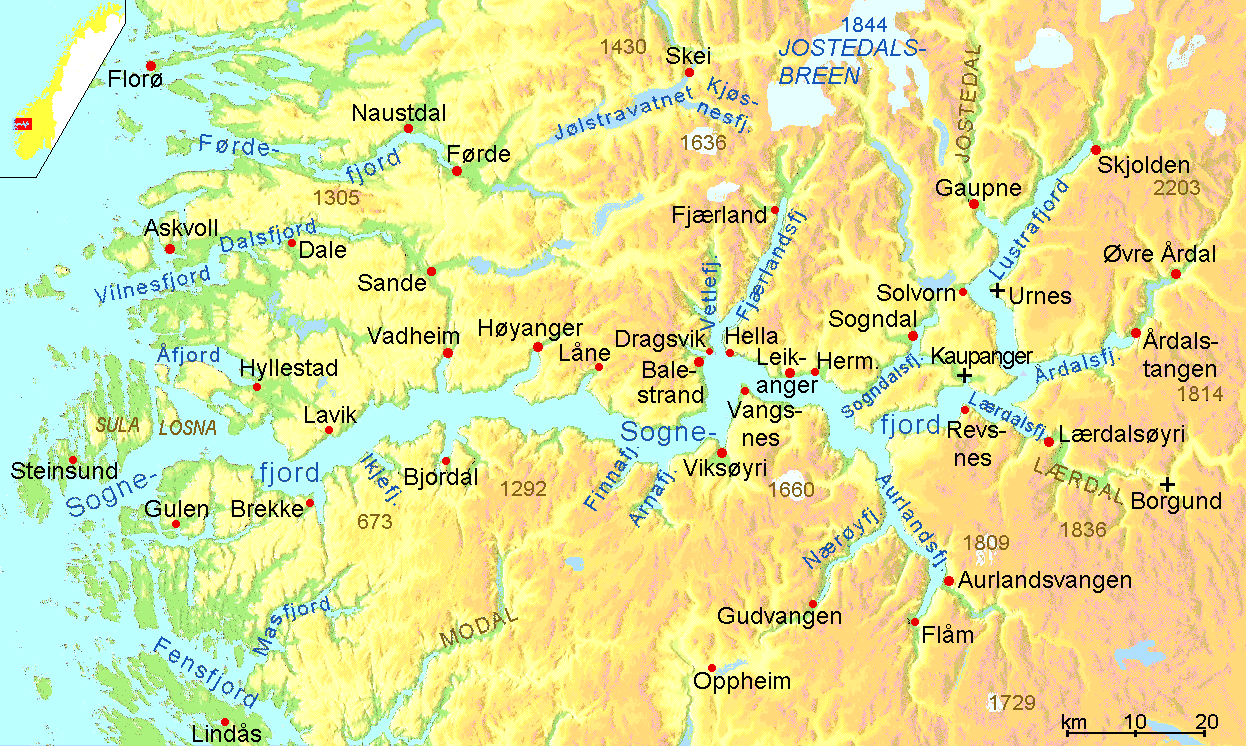
Harta Sognefjord și a împrejurimilor

Sognefjord, cunoscut și ca Sognefjorden, este cel de-al doilea fiord ca mărime din lume, după Scoresby Sund din Groenlanda, și cel mai mare fiord din Norvegia. Gura sa marină se găsește la aproximativ 72 de kilometri de orașul Bergen, având o adâncime de circa 100 m, dar fiordul are o profunzime de 203 km în interiorul țării ajungând până la orașul Skjolden.
Diferența de nivel maximă este de 1.308 m, între nivelul mării și altitudinea maximă atinsă, iar altitudinea medie a falezelor, de-o parte și alta a întregului fiord se apropie de 1.000 de metri. Lățimea medie a brațului principal al Sognefjord este de aproximativ 5 km, dar brațele secundare sunt mult mai înguste.

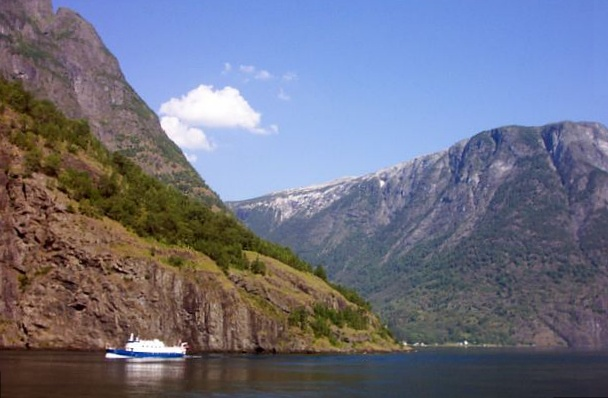
Un fiord secundar, Nærøyfjord

Sognefjord este o creație de eroziune glaciară a ghețarilor care, cu mii de ani în urmă au acoperit Alpii Scandinaviei. În timpul erelor de încălzire a climei, ghețarii au început să coboare spre mare, pe vălile râurilor deja existente sau creeându-și singuri văi de scurgere pe care le-au adâncit. La gura de varsare în mare, acest fiord este relativ puțin adânc datorită existenței unui prag format din morenele depuse de ghețarii de odinoară. Acest prag separă în bună măsură apele mai calde ale fiordului de cele mai reci ale Oceanului Atlantic, realizând o zonă de mini-climat sensibil mai favorabil vieții de-a lungul întregului parcurs al fiordului. Ca urmare, peisajul acestui fiord în zona de contact cu apele oceanului este arid, dar înspre interior este bogat în de păduri, livezi de pomi fructiferi, fiind presărat cu nomeroase așezări. Zona acestui fiord este bogată în vestigii vikinge.